# イトトンボ科
イトトンボ科（Coenagriondae）は、トンボ目イトトンボ亜目の科である。

## 日本産の主な種
日本産の主な種は以下の通り。
- クロイトトンボ Paracercion calamorum 27-38mm 北海道、本州、四国、九州
- モートンイトトンボ Mortonagrion selenion 22-32mm 北海道、本州、四国、九州
- ホソミイトトンボ Aciagrion migratum 30-38mm 本州、四国、九州、南西諸島
- キイトトンボ Ceriagrion melanurum 31-48mm 本州、四国、九州
- ベニイトトンボ Cariagrion Nipponicum 32-45mm 本州、四国、九州
- アジアイトトンボ Ischnura asiatica 24-34mm 全国
- アオモンイトトンボ Ischnura senegalensis 29-38mm 本州、四国、九州、南西諸島
- セスジイトトンボ Paracercion hieroglyphicum 27-37mm 北海道、本州、四国、九州
- オオイトトンボ Paracercion sieboldii 27-42mm 北海道、本州、四国、九州
- ムスジイトトンボ Paracericion sexlineatum 30-39mm 本州、四国、九州、南西諸島
- エゾイトトンボ Coenagrion lanceolatum 30-40mm 北海道、本州
- オオセスジイトトンボ Paracercion plagiosum 39-49mm 本州
- ヒヌマイトトンボ Mortonagrion hirosei 約30mm 本州、四国、九州[3]